# Милош Кубура
Милош Кубура (Пале, 22. мај 1994) је босанскохерцеговачки фудбалер који тренутно игра у ФК Славија.
За Славију дебитовао је са 17 година у Купу Републике Српске у мечу против Радника из Бијељине коју је тим из Лукавице побиједио 1:0.
У Премијер лиги БиХ дебитовао је у мечу против Олимпика на Отоци у поразу Славије 2:0.